# Ligne principale Hakodate
 (octobre 2018).
Si vous disposez d'ouvrages ou d'articles de référence ou si vous connaissez des sites web de qualité traitant du thème abordé ici, merci de compléter l'article en donnant les références utiles à sa vérifiabilité et en les liant à la section « Notes et références ».
La ligne principale Hakodate (函館本線, Hakodate-honsen) est une ligne ferroviaire de la compagnie JR Hokkaido au Japon. La ligne relie la gare de Hakodate située à Hakodate à la gare d'Asahikawa située à Asahikawa.

## Histoire
Avec l'ouverture de la ligne Shinkansen Hokkaidō le 26 mars 2016, la gare d'Oshima-Ōno est renommée Shin-Hakodate-Hokuto. À cette même date, les services Hakodate Liner sont mis en place grâce à l'électrification récente de la portion Goryōkaku - Shin-Hakodate-Hokuto, tandis que la gare de Washinosu (H53) est fermée. Les gares de Kita‐Toyotsu (H50), Katsuragawa (H61), Himekawa (H63), Higashiyama (H64) et Warabitai (S31) ferment à leur tour le 4 mars 2017. La gare d'Inō (A26) est fermée le 13 mars 2021. Les gares d'Ikedaen (N71), Nagareyama‐onsen (N70), Chōshiguchi (N69), Ishiya (H60) et Hon-Ishikura (H59) sont fermées le 12 mars 2022.

## Caractéristiques

### Ligne
La ligne traverse l'île de Hokkaidō du sud au centre en passant par les trois plus grandes villes de l'île : Hakodate, Sapporo et Asahikawa. Un itinéraire alternatif de 35,3 km appelé ligne Sawara (砂原線, Sawara-sen) existe entre les gares d'Ōnuma et de Mori.
- Longueur : 423,1 km (+ 35,3 km pour la ligne Sawara)
- Ecartement : 1 067 mm
- Alimentation :
  - courant alternatif 20 kV - 50 Hz par caténaire : entre Hakodate et Shin-Hakodate-Hokuto ainsi qu'entre Otaru et Asahikawa
  - non électrifiée : reste de la ligne
- Nombre de voies :
  - double voie : entre Hakodate et Nanae, Mori et l'ancienne gare de Washinosu, Yamasaki et Kuroiwa, l'ancienne gare de Kita-Toyotsu et Oshamambe, Otaru et Asahikawa
  - voie unique : reste de la ligne

### Services et interconnexions
Aucun train ne parcourt la ligne en entier.
Le train rapide Hakodate Liner permet de relier Hakodate à la gare Shinkansen Shin-Hakodate-Hokuto.
La ligne est empruntée par de nombreux trains de type Limited Express.
- Hokuto : entre Hakodate et Oshamambe (continue jusqu'à Sapporo via Tomakomai)
- Kamui : entre Sapporo et Asahikawa
- Lilac : entre Sapporo et Asahikawa
- Okhotsk : entre Sapporo et Asahikawa (continue vers Abashiri)
- Sōya : entre Sapporo et Asahikawa (continue vers Wakkanai)

La portion Hakodate - Goryōkaku est également empruntée par les trains de la compagnie South Hokkaido Railway.

### Liste des gares

#### Hakodate - Oshamambe
Les gares de cette partie sont identifiées par la lettre H.
| Numéro | Gare                 | Nom japonais | Distance (km) | Correspondances                                | Localisation | Localisation             |
| ------ | -------------------- | ------------ | ------------- | ---------------------------------------------- | ------------ | ------------------------ |
| H75    | Hakodate             | 函館         | 0             | Tramway de Hakodate (à Hakodate Eki-mae)       | Hakodate     | Sous-préfecture d'Oshima |
| H74    | Goryōkaku            | 五稜郭       | 3,4           | South Hokkaido Railway : Dōnan Isaribi Tetsudō | Hakodate     | Sous-préfecture d'Oshima |
| H73    | Kikyō                | 桔梗         | 8,3           |                                                | Hakodate     | Sous-préfecture d'Oshima |
| H72    | Ōnakayama            | 大中山       | 10,4          |                                                | Nanae        | Sous-préfecture d'Oshima |
| H71    | Nanae                | 七飯         | 13,8          |                                                | Nanae        | Sous-préfecture d'Oshima |
| H70    | Shin-Hakodate-Hokuto | 新函館北斗   | 17,9          | JR Hokkaido : Hokkaidō Shinkansen              | Hokuto       | Sous-préfecture d'Oshima |
| H69    | Niyama               | 仁山         | 21,2          |                                                | Nanae        | Sous-préfecture d'Oshima |
| H68    | Ōnuma                | 大沼         | 27,0          | JR Hokkaido : Hakodate (Sawara)                | Nanae        | Sous-préfecture d'Oshima |
| H67    | Ōnumakōen            | 大沼公園     | 28,0          |                                                | Nanae        | Sous-préfecture d'Oshima |
| H66    | Akaigawa             | 赤井川       | 31,7          |                                                | Mori         | Sous-préfecture d'Oshima |
| H65    | Komagatake           | 駒ヶ岳       | 36,5          |                                                | Mori         | Sous-préfecture d'Oshima |
| H62    | Mori                 | 森           | 49,5          | JR Hokkaido : Hakodate (Sawara)                | Mori         | Sous-préfecture d'Oshima |
| H58    | Ishikura             | 石倉         | 62,1          |                                                | Mori         | Sous-préfecture d'Oshima |
| H57    | Otoshibe             | 落部         | 66,1          |                                                | Yakumo       | Sous-préfecture d'Oshima |
| H56    | Nodaoi               | 野田生       | 71,4          |                                                | Yakumo       | Sous-préfecture d'Oshima |
| H55    | Yamakoshi            | 山越         | 76,0          |                                                | Yakumo       | Sous-préfecture d'Oshima |
| H54    | Yakumo               | 八雲         | 81,1          |                                                | Yakumo       | Sous-préfecture d'Oshima |
| H52    | Yamasaki (ja)        | 山崎         | 88,3          |                                                | Yakumo       | Sous-préfecture d'Oshima |
| H51    | Kuroiwa              | 黒岩         | 94,4          |                                                | Yakumo       | Sous-préfecture d'Oshima |
| H49    | Kunnui               | 国縫         | 102,8         |                                                | Oshamanbe    | Sous-préfecture d'Oshima |
| H48    | Nakanosawa           | 中ノ沢       | 107,7         |                                                | Oshamanbe    | Sous-préfecture d'Oshima |
| H47    | Oshamambe            | 長万部       | 112,3         | JR Hokkaido : Muroran                          | Oshamanbe    | Sous-préfecture d'Oshima |

#### Ōnuma - Mori (ligne Sawara)
Les gares de cette partie sont identifiées par la lettre N ou H.
| Numéro | Gare            | Nom japonais | Distance (km) | Correspondances                           | Localisation | Localisation             |
| ------ | --------------- | ------------ | ------------- | ----------------------------------------- | ------------ | ------------------------ |
| H68    | Ōnuma           | 大沼         | 0             | JR Hokkaido : Hakodate (ligne principale) | Nanae        | Sous-préfecture d'Oshima |
| N68    | Shikabe         | 鹿部         | 14,6          |                                           | Shikabe      | Sous-préfecture d'Oshima |
| N67    | Oshima-Numajiri | 渡島沼尻     | 20,0          |                                           | Mori         | Sous-préfecture d'Oshima |
| N66    | Oshima-Sawara   | 渡島砂原     | 25,3          |                                           | Mori         | Sous-préfecture d'Oshima |
| N65    | Kakarima        | 掛澗         | 29,0          |                                           | Mori         | Sous-préfecture d'Oshima |
| N64    | Oshironai       | 尾白内       | 31,9          |                                           | Mori         | Sous-préfecture d'Oshima |
| N63    | Higashi-Mori    | 東森         | 33,5          |                                           | Mori         | Sous-préfecture d'Oshima |
| H62    | Mori            | 森           | 35,3          | JR Hokkaido : Hakodate (ligne principale) | Mori         | Sous-préfecture d'Oshima |

#### Oshamambe - Otaru
Les gares de cette partie sont identifiées par la lettre S ou H.
| Numéro | Gare         | Nom japonais | Distance (km) | Correspondances       | Localisation | Localisation                  |
| ------ | ------------ | ------------ | ------------- | --------------------- | ------------ | ----------------------------- |
| H47    | Oshamambe    | 長万部       | 112,3         | JR Hokkaido : Muroran | Oshamambe    | Sous-préfecture d'Oshima      |
| S32    | Futamata     | 二股         | 120,9         |                       | Oshamambe    | Sous-préfecture d'Oshima      |
| S30    | Kuromatsunai | 黒松内       | 132,3         |                       | Kuromatsunai | Sous-préfecture de Shiribeshi |
| S29    | Neppu        | 熱郛         | 140,4         |                       | Kuromatsunai | Sous-préfecture de Shiribeshi |
| S28    | Mena         | 目名         | 155,8         |                       | Rankoshi     | Sous-préfecture de Shiribeshi |
| S27    | Rankoshi     | 蘭越         | 163,4         |                       | Rankoshi     | Sous-préfecture de Shiribeshi |
| S26    | Kombu        | 昆布         | 170,3         |                       | Rankoshi     | Sous-préfecture de Shiribeshi |
| S25    | Niseko       | ニセコ       | 179,6         |                       | Niseko       | Sous-préfecture de Shiribeshi |
| S24    | Hirafu       | 比羅夫       | 186,6         |                       | Kutchan      | Sous-préfecture de Shiribeshi |
| S23    | Kutchan      | 倶知安       | 193,3         |                       | Kutchan      | Sous-préfecture de Shiribeshi |
| S22    | Kozawa       | 小沢         | 203,6         |                       | Kyōwa        | Sous-préfecture de Shiribeshi |
| S21    | Ginzan       | 銀山         | 213,4         |                       | Niki         | Sous-préfecture de Shiribeshi |
| S20    | Shikaribetsu | 然別         | 224,1         |                       | Niki         | Sous-préfecture de Shiribeshi |
| S19    | Niki         | 仁木         | 228,2         |                       | Niki         | Sous-préfecture de Shiribeshi |
| S18    | Yoichi       | 余市         | 232,6         |                       | Yoichi       | Sous-préfecture de Shiribeshi |
| S17    | Ranshima     | 蘭島         | 237,9         |                       | Otaru        | Sous-préfecture de Shiribeshi |
| S16    | Shioya       | 塩谷         | 244,8         |                       | Otaru        | Sous-préfecture de Shiribeshi |
| S15    | Otaru        | 小樽         | 252,5         |                       | Otaru        | Sous-préfecture de Shiribeshi |

#### Otaru - Asahikawa
Les gares de cette partie sont identifiées par les lettres S, H ou A.
| Numéro | Gare         | Nom japonais | Distance (km) | Correspondances                                                | Localisation | Localisation                  |
| ------ | ------------ | ------------ | ------------- | -------------------------------------------------------------- | ------------ | ----------------------------- |
| S15    | Otaru        | 小樽         | 252,5         |                                                                | Otaru        | Sous-préfecture de Shiribeshi |
| S14    | Minami-Otaru | 南小樽       | 254,1         |                                                                | Otaru        | Sous-préfecture de Shiribeshi |
| S13    | Otaruchikkō  | 小樽築港     | 256,2         |                                                                | Otaru        | Sous-préfecture de Shiribeshi |
| S12    | Asari        | 朝里         | 259,3         |                                                                | Otaru        | Sous-préfecture de Shiribeshi |
| S11    | Zenibako     | 銭函         | 268,1         |                                                                | Otaru        | Sous-préfecture de Shiribeshi |
| S10    | Hoshimi      | ほしみ       | 271,0         |                                                                | Sapporo      | Sous-préfecture d'Ishikari    |
| S09    | Hoshioki     | 星置         | 272,6         |                                                                | Sapporo      | Sous-préfecture d'Ishikari    |
| S08    | Inaho        | 稲穂         | 273,7         |                                                                | Sapporo      | Sous-préfecture d'Ishikari    |
| S07    | Teine        | 手稲         | 275,7         |                                                                | Sapporo      | Sous-préfecture d'Ishikari    |
| S06    | Inazumikōen  | 稲積公園     | 277,0         |                                                                | Sapporo      | Sous-préfecture d'Ishikari    |
| S05    | Hassamu      | 発寒         | 279,2         |                                                                | Sapporo      | Sous-préfecture d'Ishikari    |
| S04    | Hassamuchūō  | 発寒中央     | 281,0         |                                                                | Sapporo      | Sous-préfecture d'Ishikari    |
| S03    | Kotoni       | 琴似         | 282,5         |                                                                | Sapporo      | Sous-préfecture d'Ishikari    |
| S02    | Sōen         | 桑園         | 284,7         | JR Hokkaido : Sasshō                                           | Sapporo      | Sous-préfecture d'Ishikari    |
| 01     | Sapporo      | 札幌         | 286,3         | JR Hokkaido : Sasshō, Chitose Métro de Sapporo : Namboku, Tōhō | Sapporo      | Sous-préfecture d'Ishikari    |
| H02    | Naebo        | 苗穂         | 288,5         | JR Hokkaido : Chitose                                          | Sapporo      | Sous-préfecture d'Ishikari    |
| H03    | Shiroishi    | 白石         | 292,1         | JR Hokkaido : Chitose                                          | Sapporo      | Sous-préfecture d'Ishikari    |
| A04    | Atsubetsu    | 厚別         | 296,5         |                                                                | Sapporo      | Sous-préfecture d'Ishikari    |
| A05    | Shinrinkōen  | 森林公園     | 298,5         |                                                                | Sapporo      | Sous-préfecture d'Ishikari    |
| A06    | Ōasa         | 大麻         | 300,8         |                                                                | Ebetsu       | Sous-préfecture d'Ishikari    |
| A07    | Nopporo      | 野幌         | 304,2         |                                                                | Ebetsu       | Sous-préfecture d'Ishikari    |
| A08    | Takasago     | 高砂         | 305,5         |                                                                | Ebetsu       | Sous-préfecture d'Ishikari    |
| A09    | Ebetsu       | 江別         | 307,3         |                                                                | Ebetsu       | Sous-préfecture d'Ishikari    |
| A10    | Toyohoro     | 豊幌         | 313,5         |                                                                | Ebetsu       | Sous-préfecture d'Ishikari    |
| A11    | Horomui      | 幌向         | 316,7         |                                                                | Iwamizawa    | Sous-préfecture de Sorachi    |
| A12    | Kami-Horomui | 上幌向       | 322,6         |                                                                | Iwamizawa    | Sous-préfecture de Sorachi    |
| A13    | Iwamizawa    | 岩見沢       | 326,9         | JR Hokkaido : Muroran                                          | Iwamizawa    | Sous-préfecture de Sorachi    |
| A14    | Minenobu     | 峰延         | 335,3         |                                                                | Bibai        | Sous-préfecture de Sorachi    |
| A15    | Kōshunai     | 光珠内       | 339,8         |                                                                | Bibai        | Sous-préfecture de Sorachi    |
| A16    | Bibai        | 美唄         | 343,7         |                                                                | Bibai        | Sous-préfecture de Sorachi    |
| A17    | Chashinai    | 茶志内       | 348,1         |                                                                | Bibai        | Sous-préfecture de Sorachi    |
| A18    | Naie         | 奈井江       | 354,3         |                                                                | Naie         | Sous-préfecture de Sorachi    |
| A19    | Toyonuma     | 豊沼         | 359,0         |                                                                | Sunagawa     | Sous-préfecture de Sorachi    |
| A20    | Sunagawa     | 砂川         | 362,2         |                                                                | Sunagawa     | Sous-préfecture de Sorachi    |
| A21    | Takikawa     | 滝川         | 369,8         | JR Hokkaido : Nemuro                                           | Takikawa     | Sous-préfecture de Sorachi    |
| A22    | Ebeotsu      | 江部乙       | 378,2         |                                                                | Takikawa     | Sous-préfecture de Sorachi    |
| A23    | Moseushi     | 妹背牛       | 385,7         |                                                                | Moseushi     | Sous-préfecture de Sorachi    |
| A24    | Fukagawa     | 深川         | 392,9         | JR Hokkaido : Rumoi                                            | Fukagawa     | Sous-préfecture de Sorachi    |
| A25    | Osamunai     | 納内         | 400,3         |                                                                | Fukagawa     | Sous-préfecture de Sorachi    |
| A27    | Chikabumi    | 近文         | 419,1         |                                                                | Asahikawa    | Sous-préfecture de Kamikawa   |
| A28    | Asahikawa    | 旭川         | 423,1         | JR Hokkaido : Sōya, Sekihoku, Furano                           | Asahikawa    | Sous-préfecture de Kamikawa   |

## Matériel roulant

### Trains Limited Express

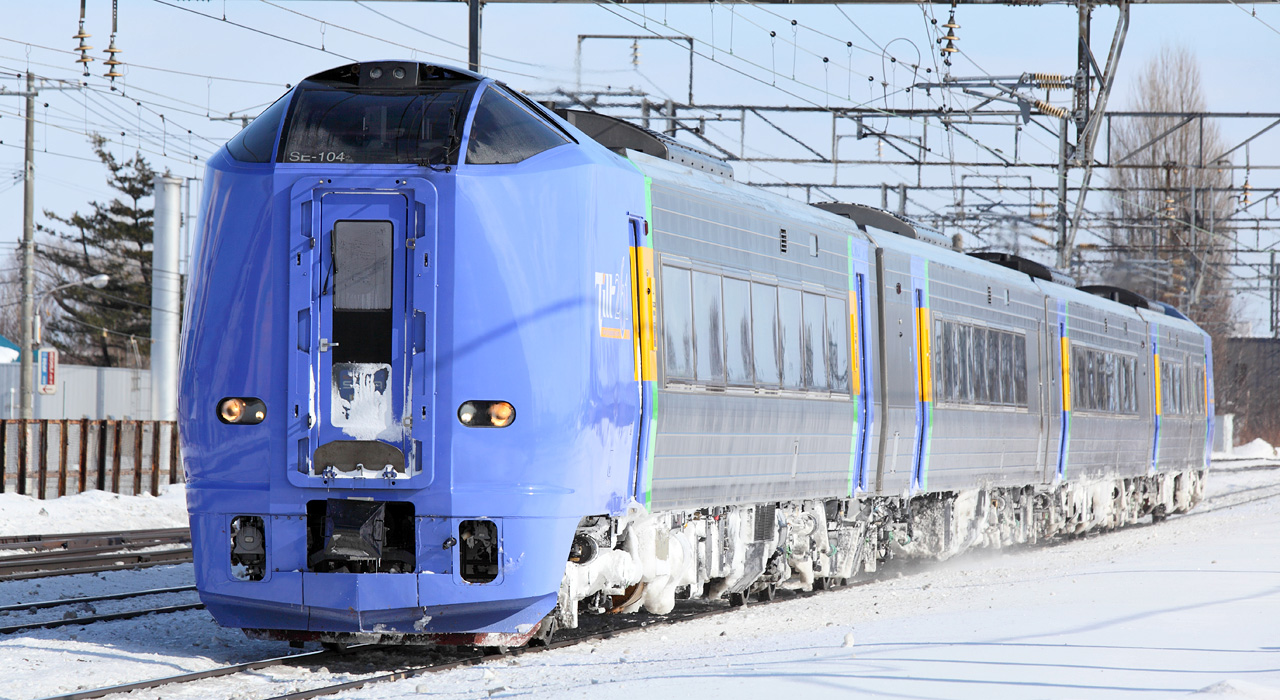
Série KiHa 261 (Services Sōya et Hokuto)
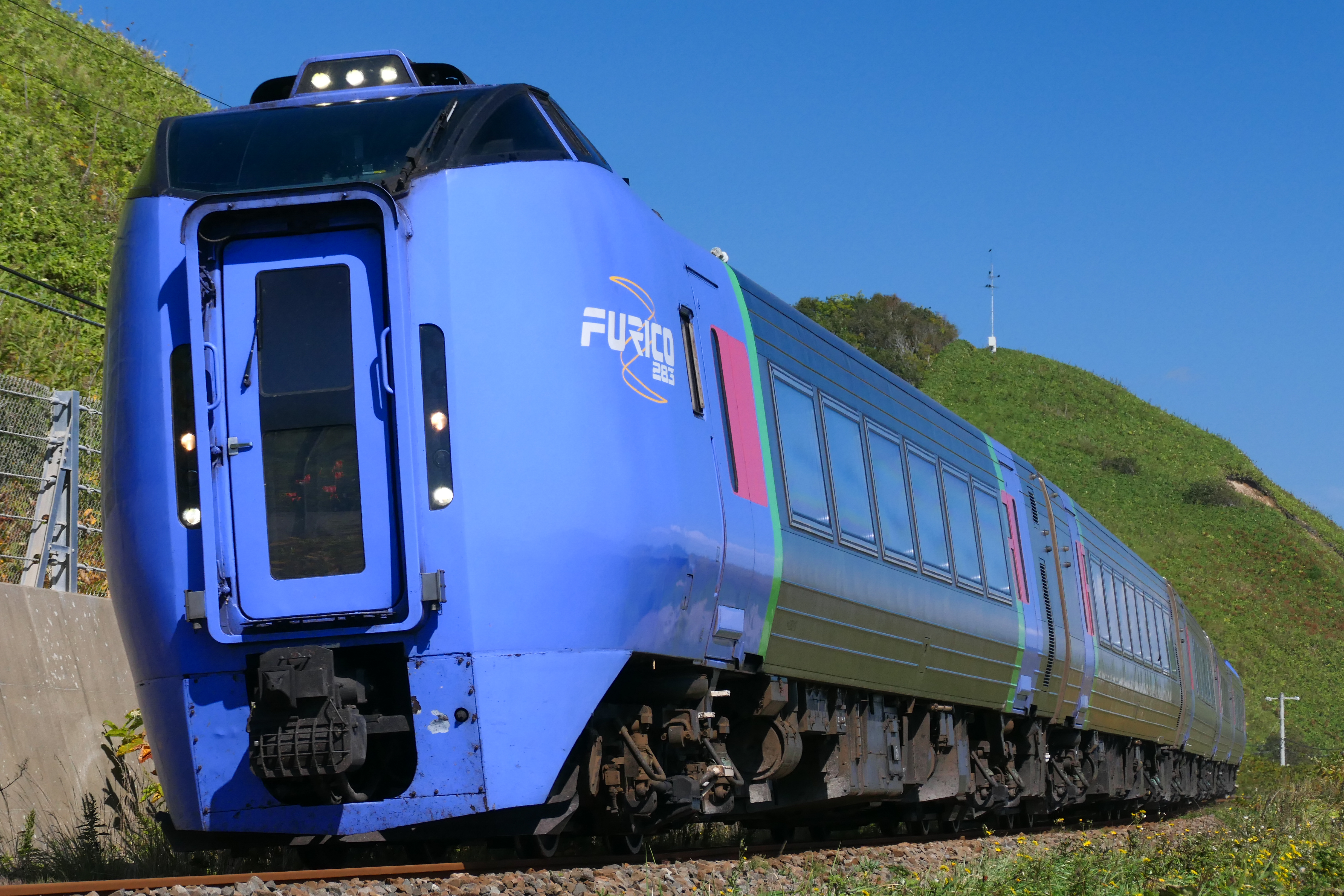
Série KiHa 283 (Services Okhotsk)
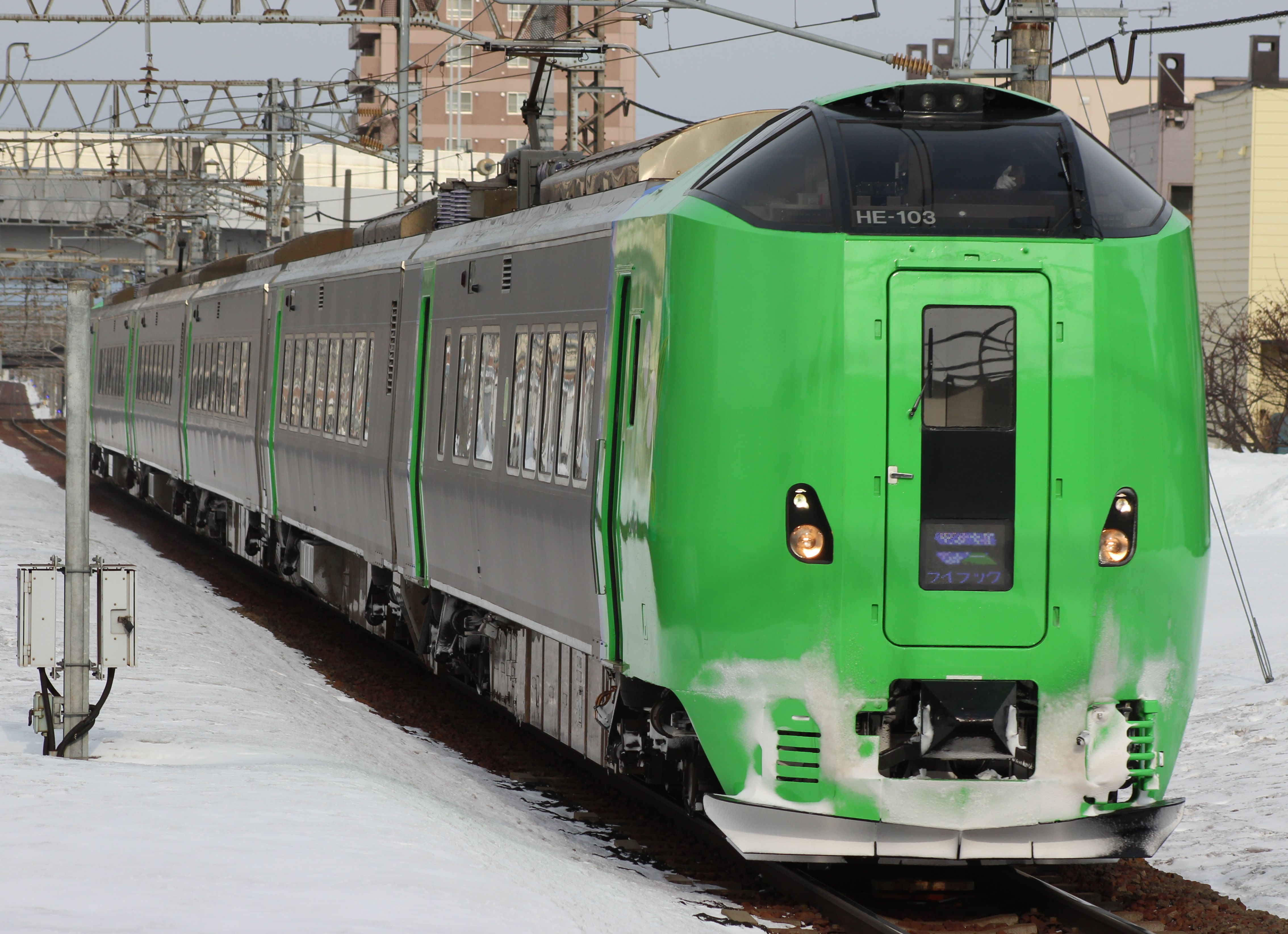
Série 789 (Services Lilac)
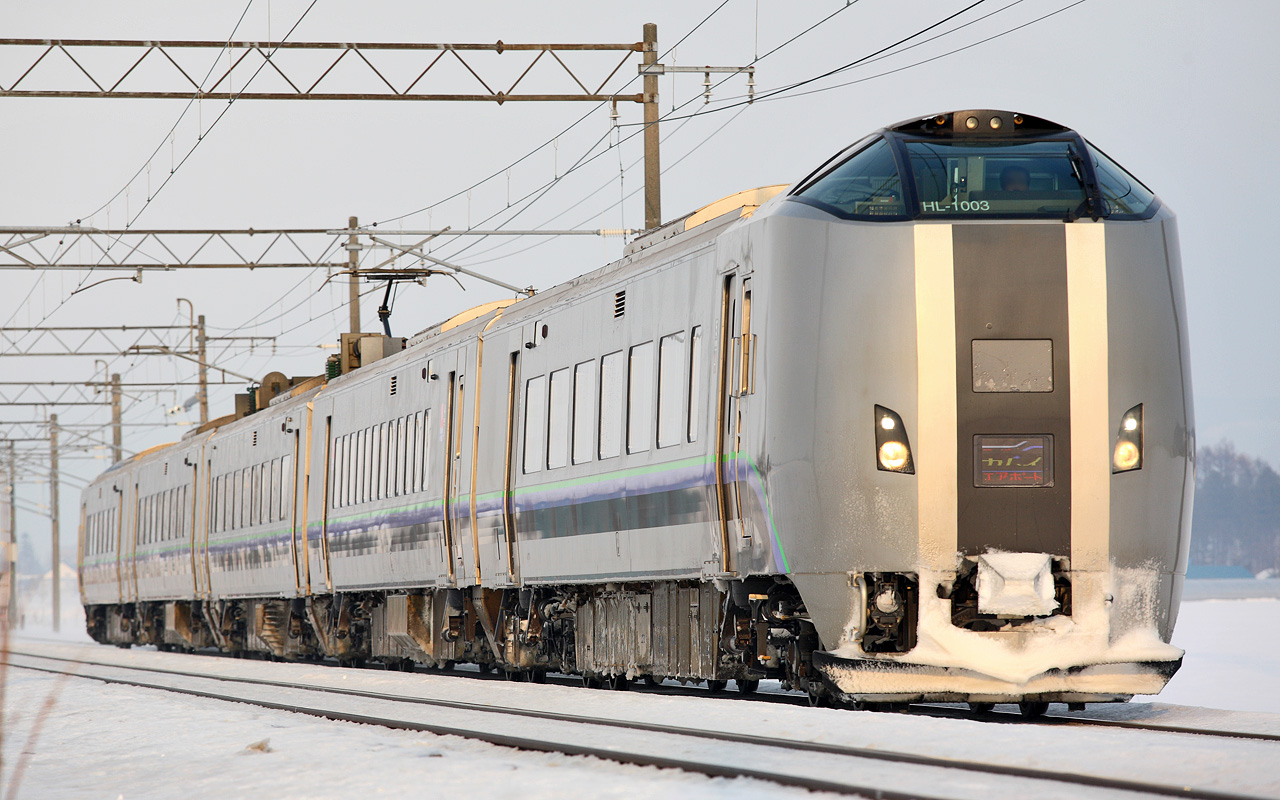
Série 789-1000 (Services Kamui)

### Trains rapides et omnibus

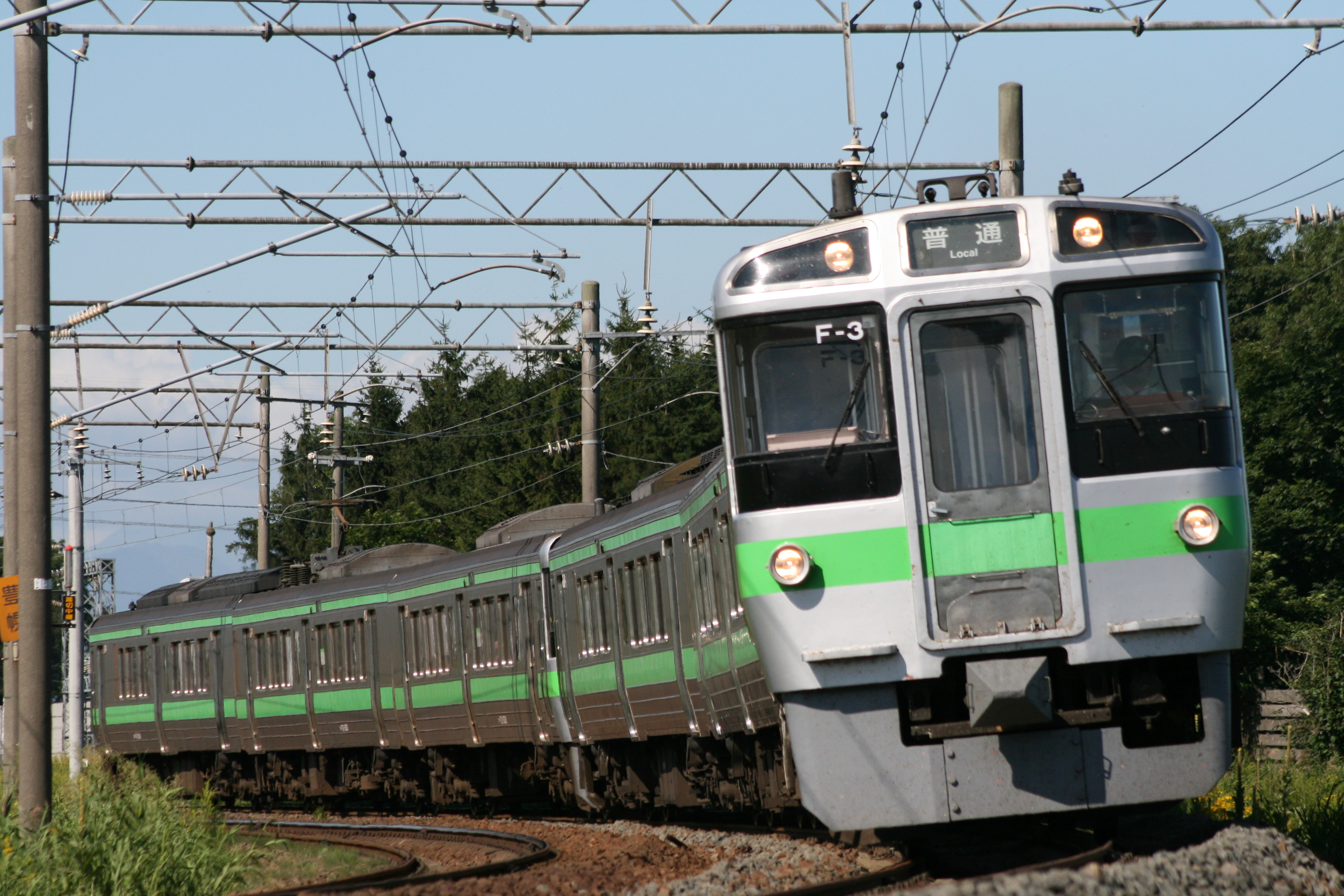
Série 721
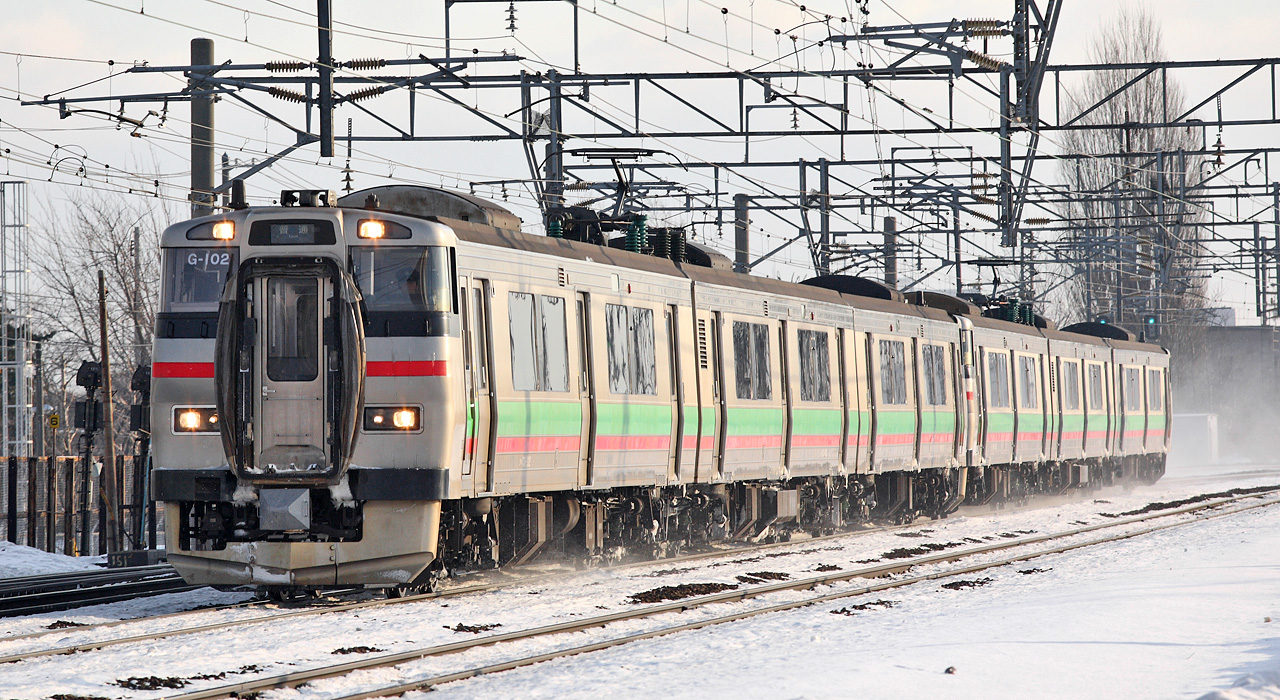
Série 731
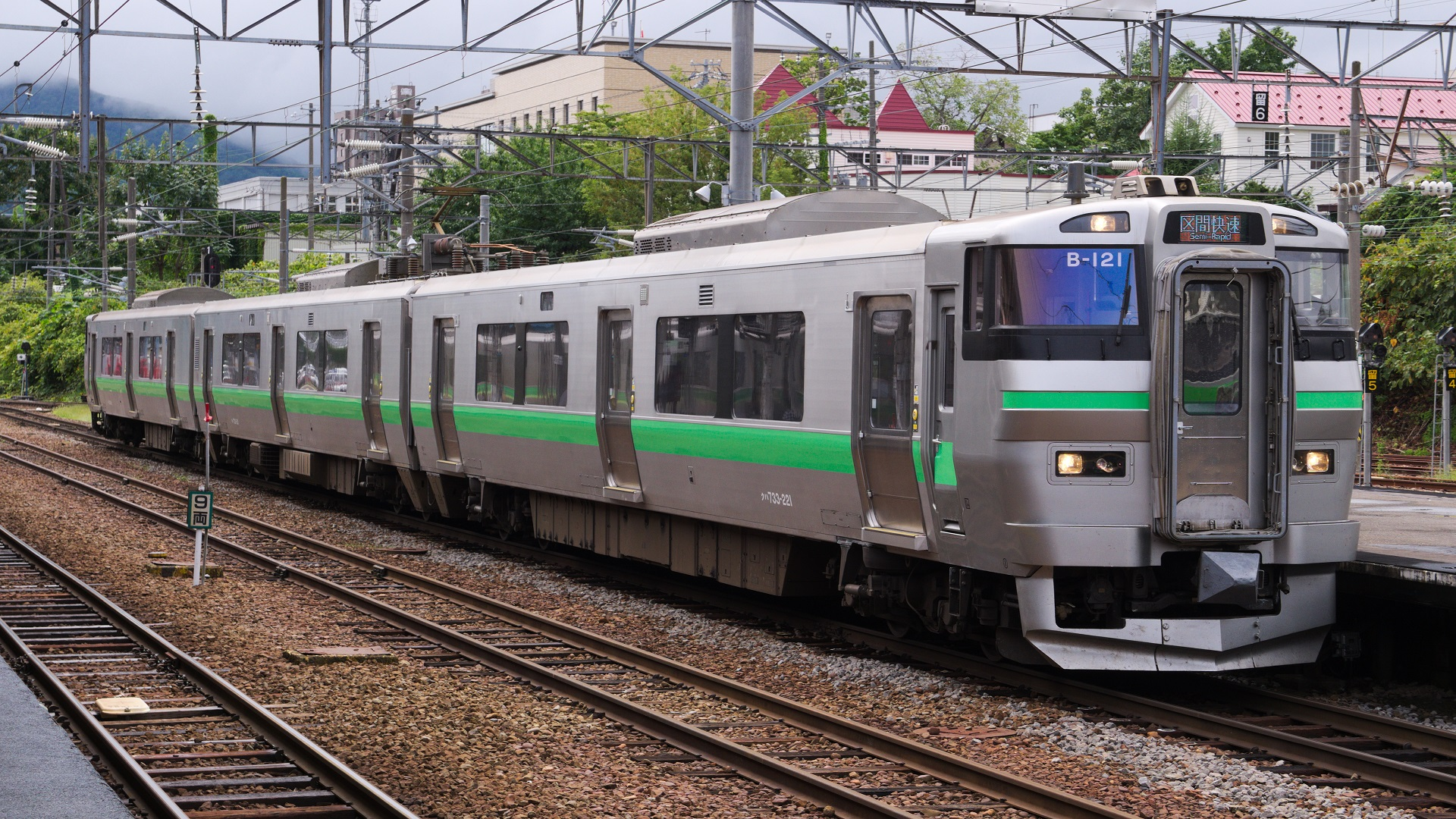
Série 733
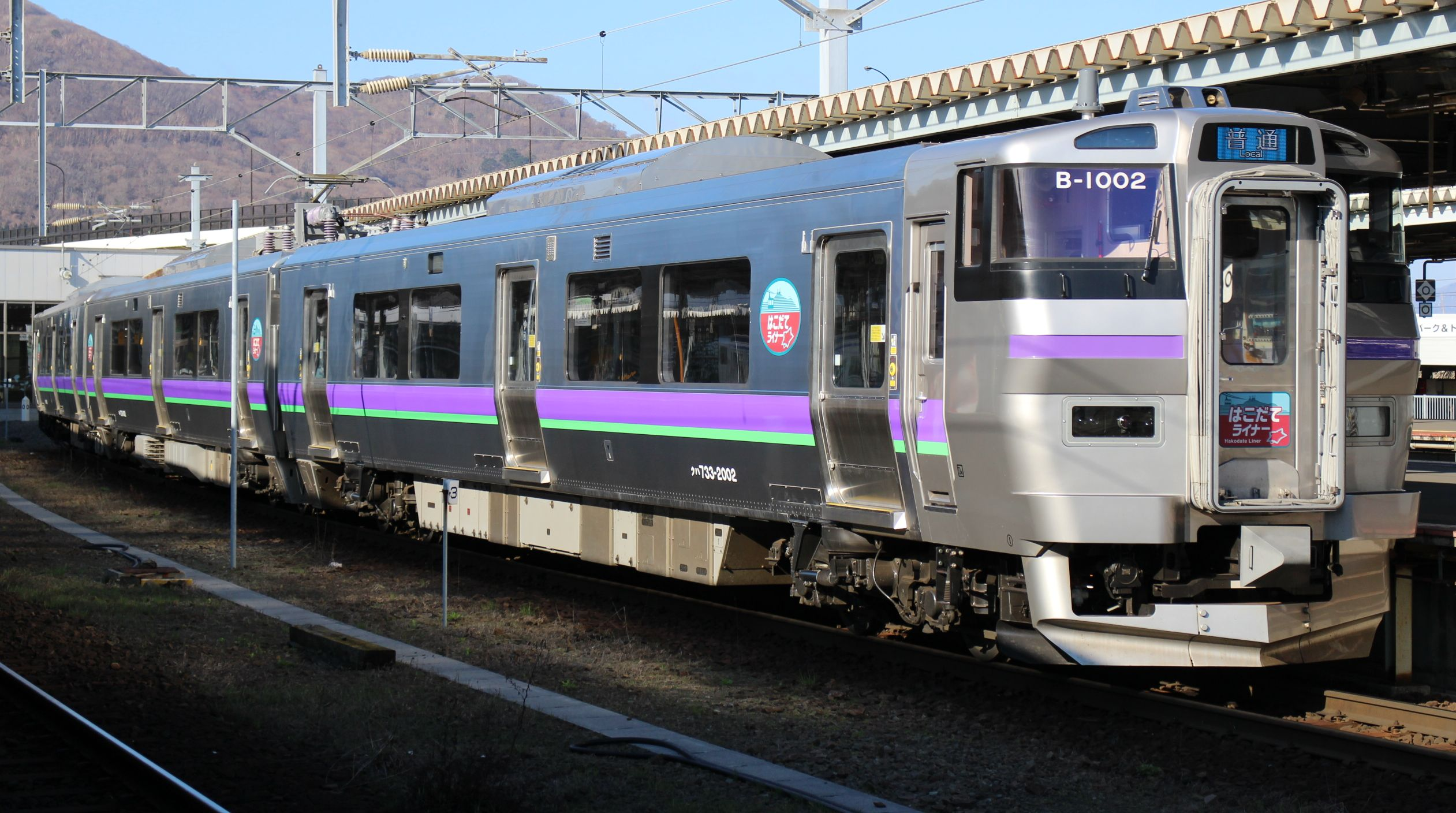
Série 733 (Services Hakodate Liner)
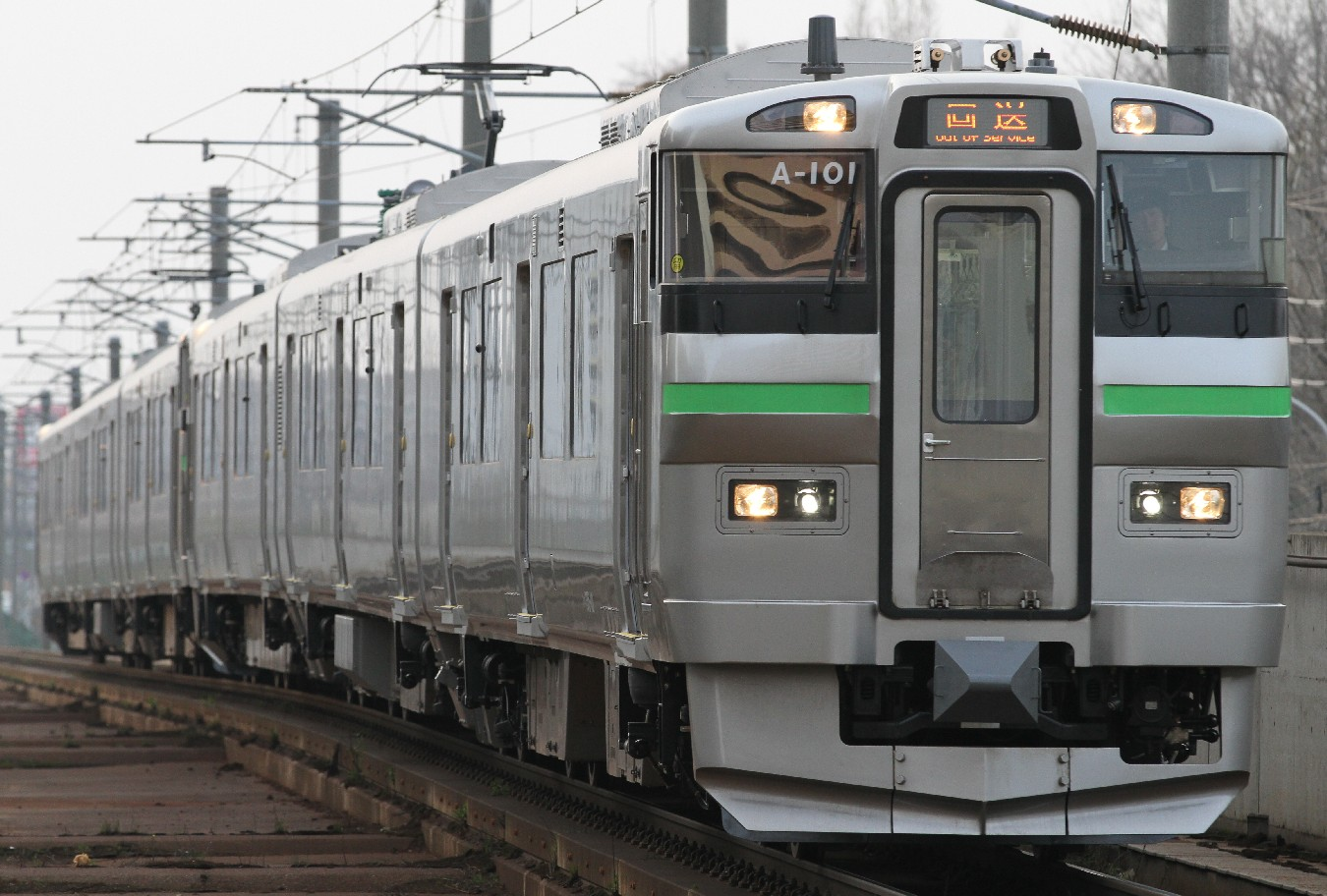
Série 735
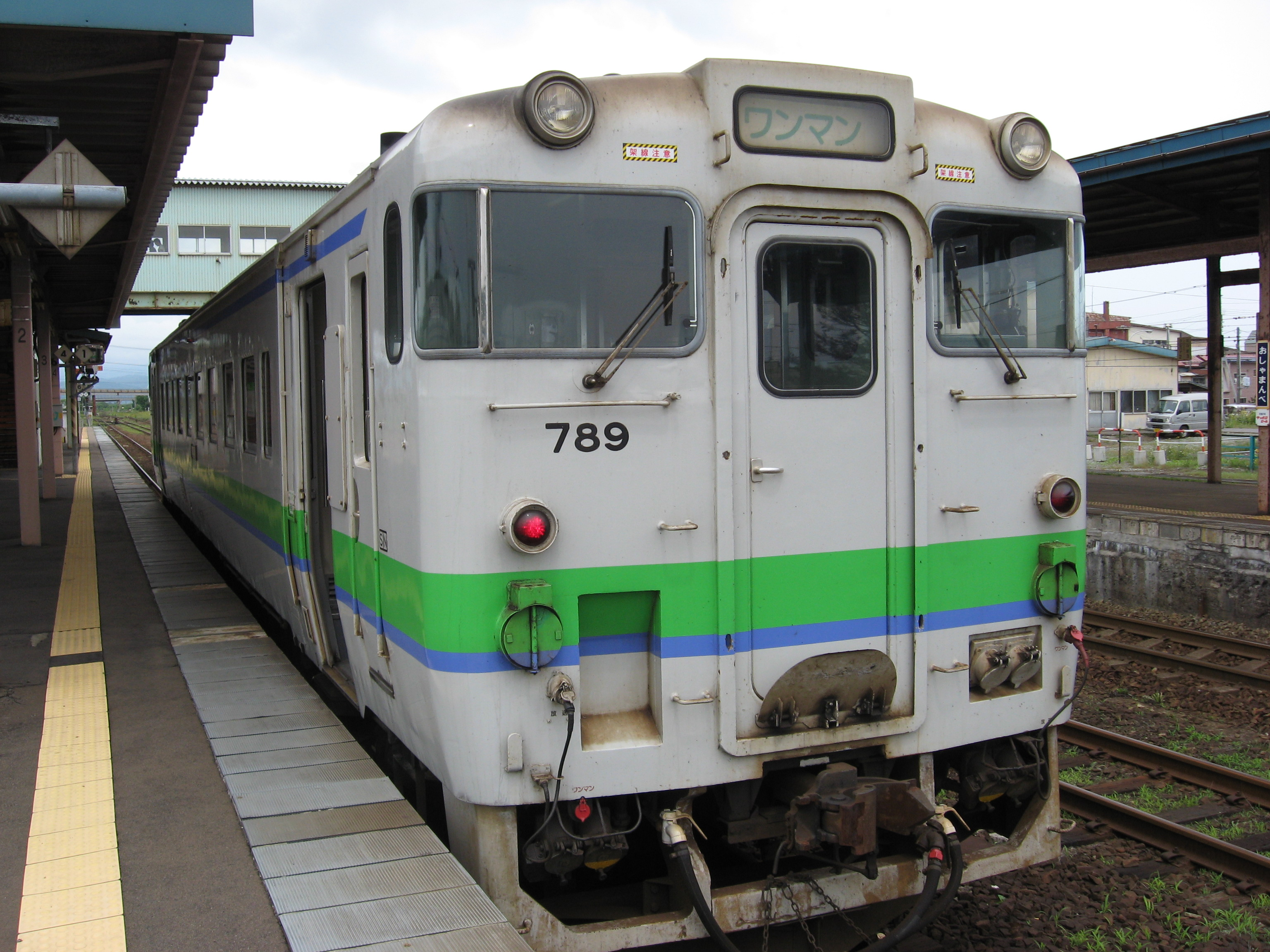
Série KiHa 40
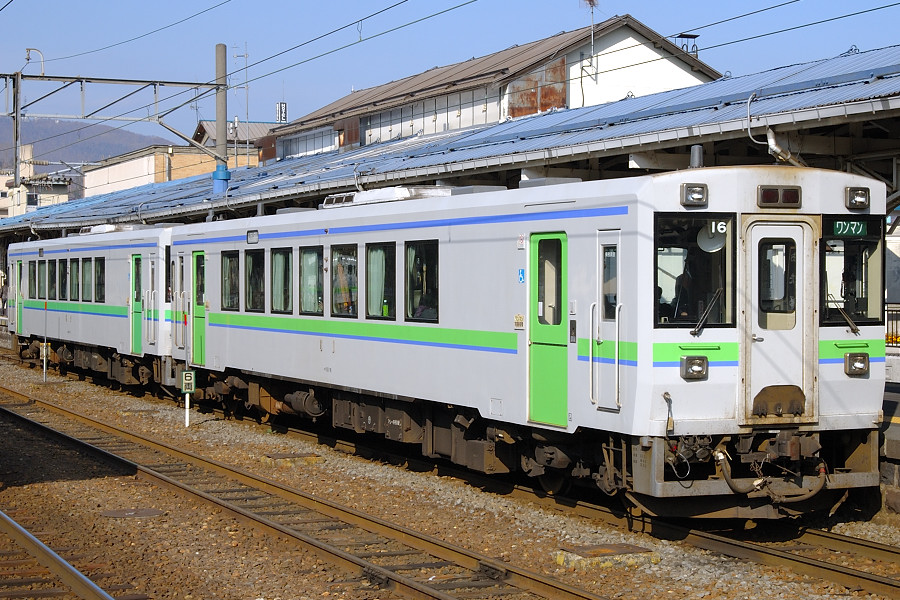
Série KiHa 150
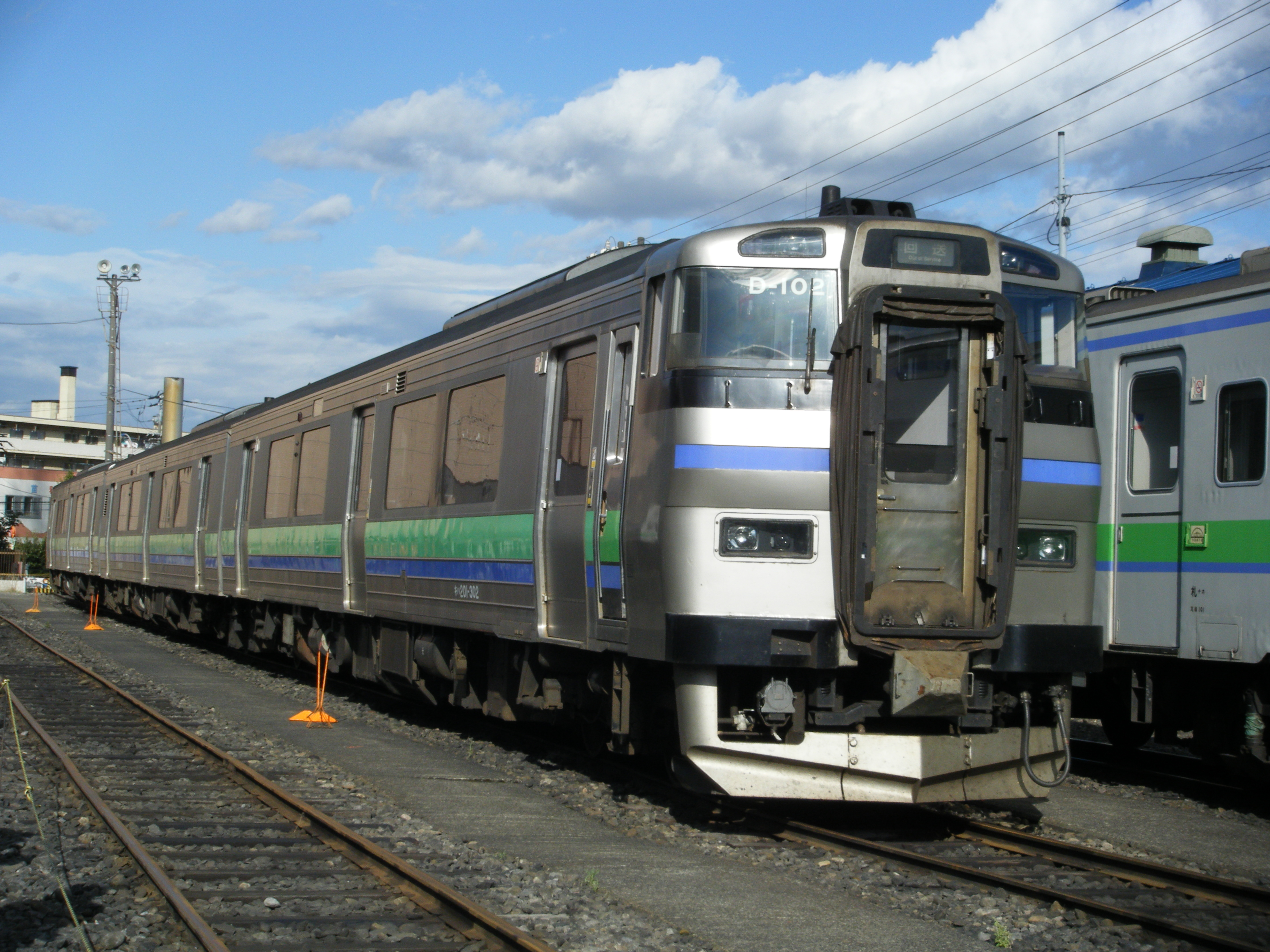
Série KiHa 201
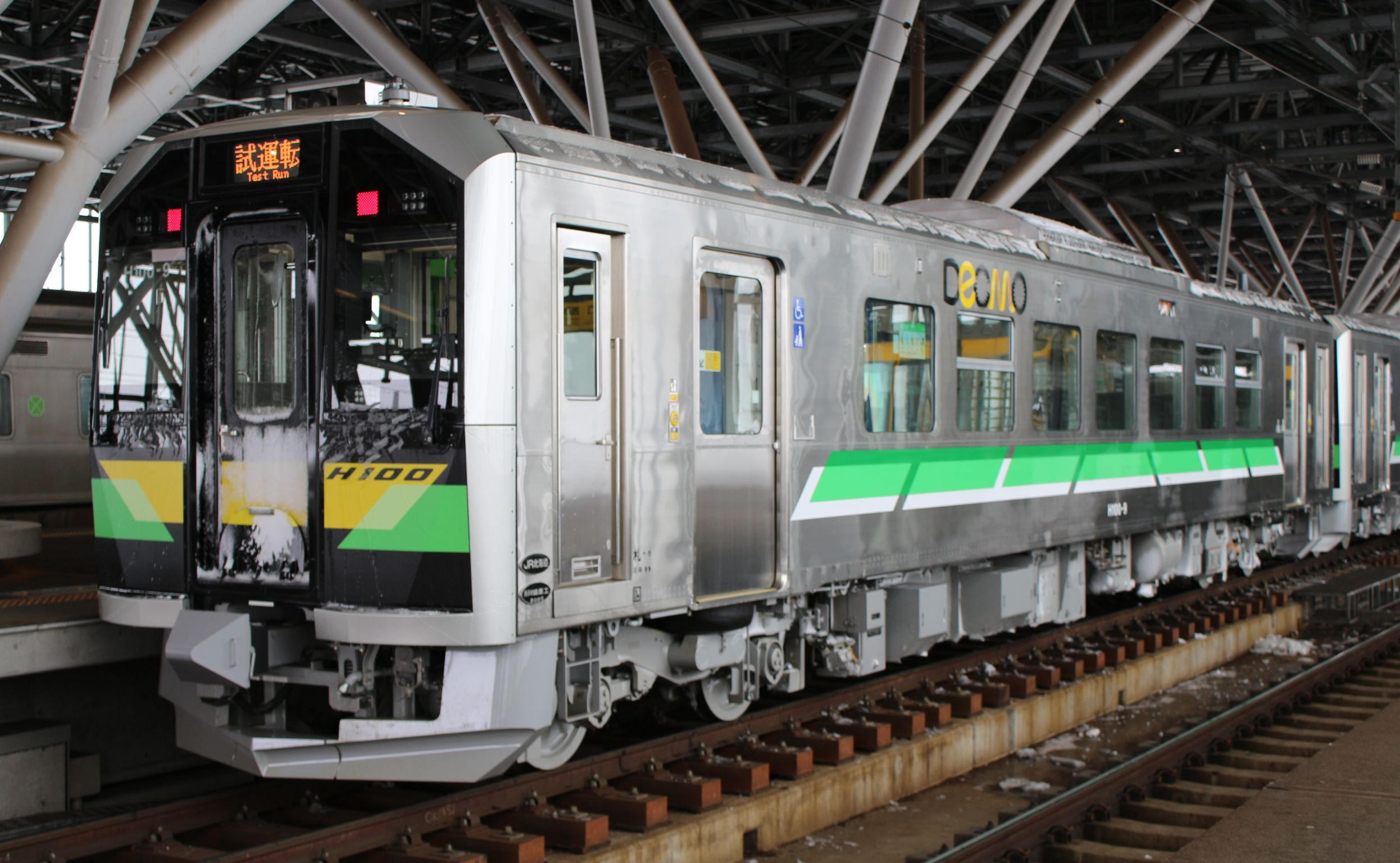
Série H100 DECMO